# VinFast Evo
VinFast Evo200 và Evo200 Lite là 2 mẫu xe máy điện tay ga do VinFast, thành viên của Vingroup, phát triển, sản xuất và phân phối. Hai mẫu xe chính thức giới thiệu ra thị trường Việt Nam vào ngày 29 tháng 9 năm 2022.

## Cấu hình[2]
- Công suất danh định: 1.500 W
- Công suất tối đa: 2.500 W (Lite: 2.450 W)
- Động cơ: Inhub
- Tốc độ tối đa: 70 km/h
- Tiêu chuẩn chống nước: IP67
- Pin: LFP, công suất 3,5 kWh, 28 kg
- Thời gian sạc: 
  - Sạc 400W: 10h từ 0-100%, 8h từ 20-100%
  - Sạc 1.000W: 4h từ 0-100%, 3h từ 20-100%
- Quãng đường đi được sau 1 lần sạc, 1 người 65kg tốc độ 30 km/h: 203 km (Lite: 205km)
  - 1 người 70 kg, 45 km/h: 146 km (Lite: 149 km)
  - 1 người 70 kg, 50 km/h: 129 km (Lite: 133 km)
  - Điều kiện hỗn hợp: 145 km (146 km)

## Hình ảnh

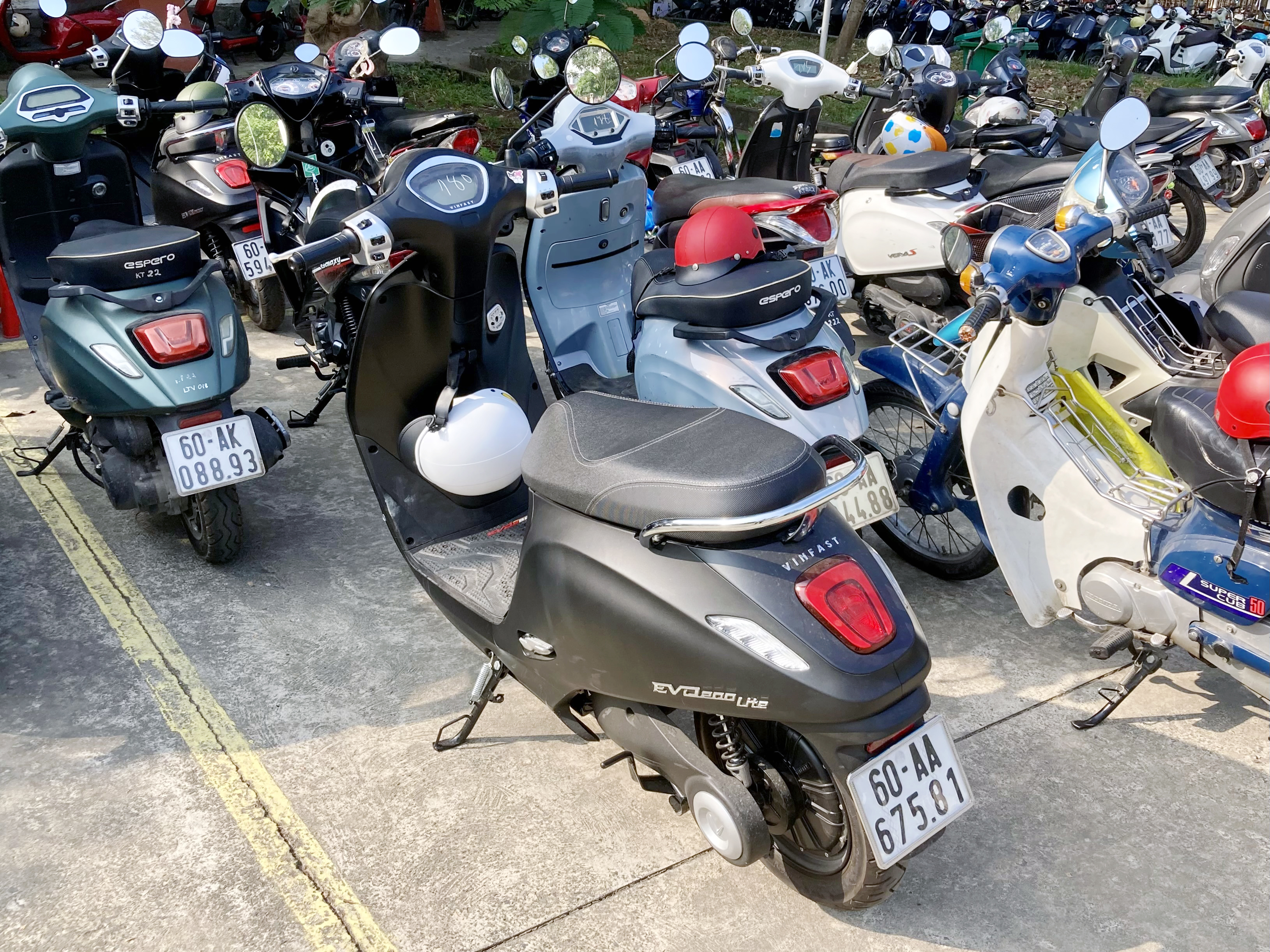
Vinfast Evo200 màu đen nhám
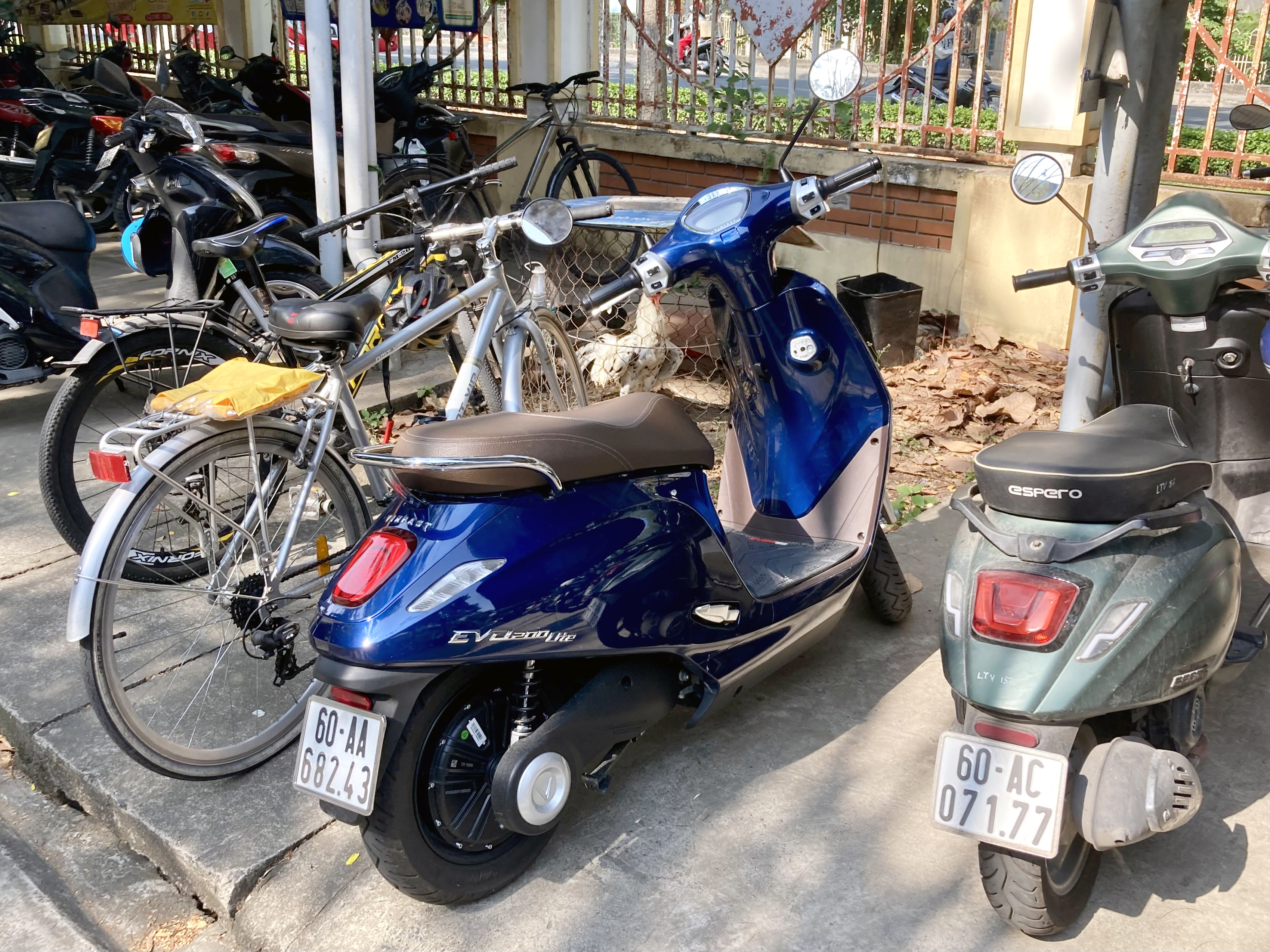
Vinfast Evo200 màu xanh tím than
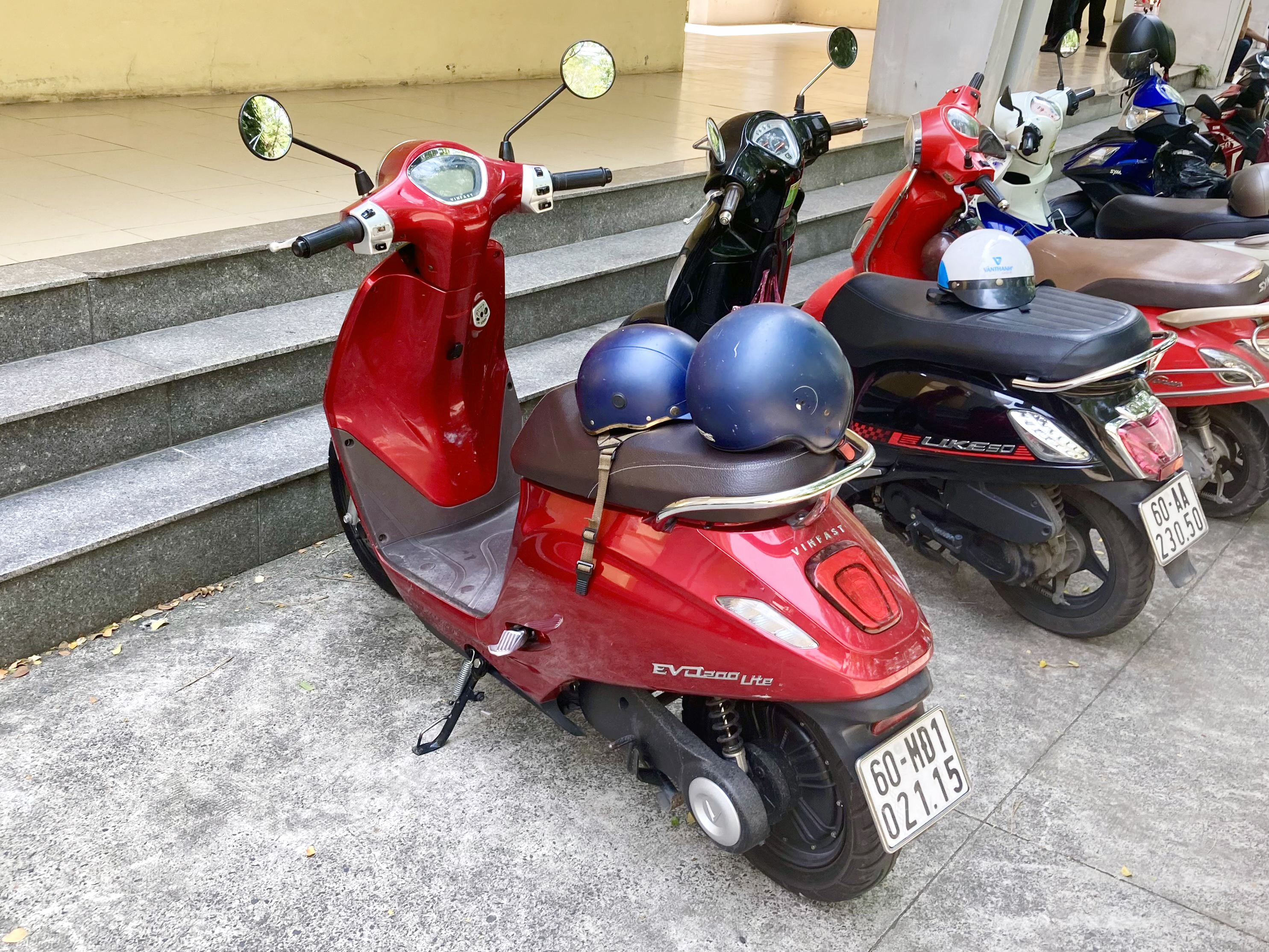
Vinfast Evo200 màu đỏ tươi
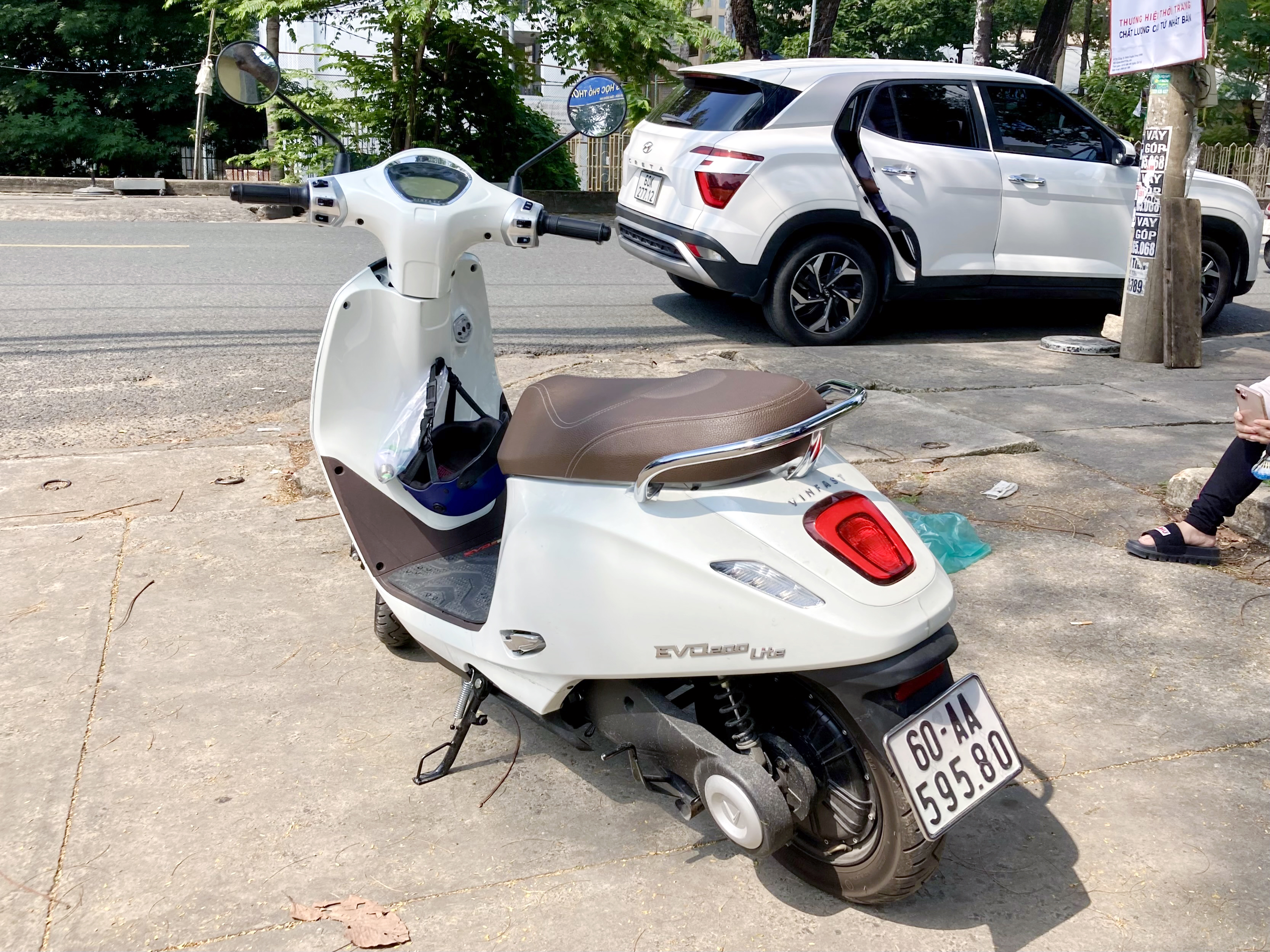
Vinfast Evo200 màu trắng ngọc trai
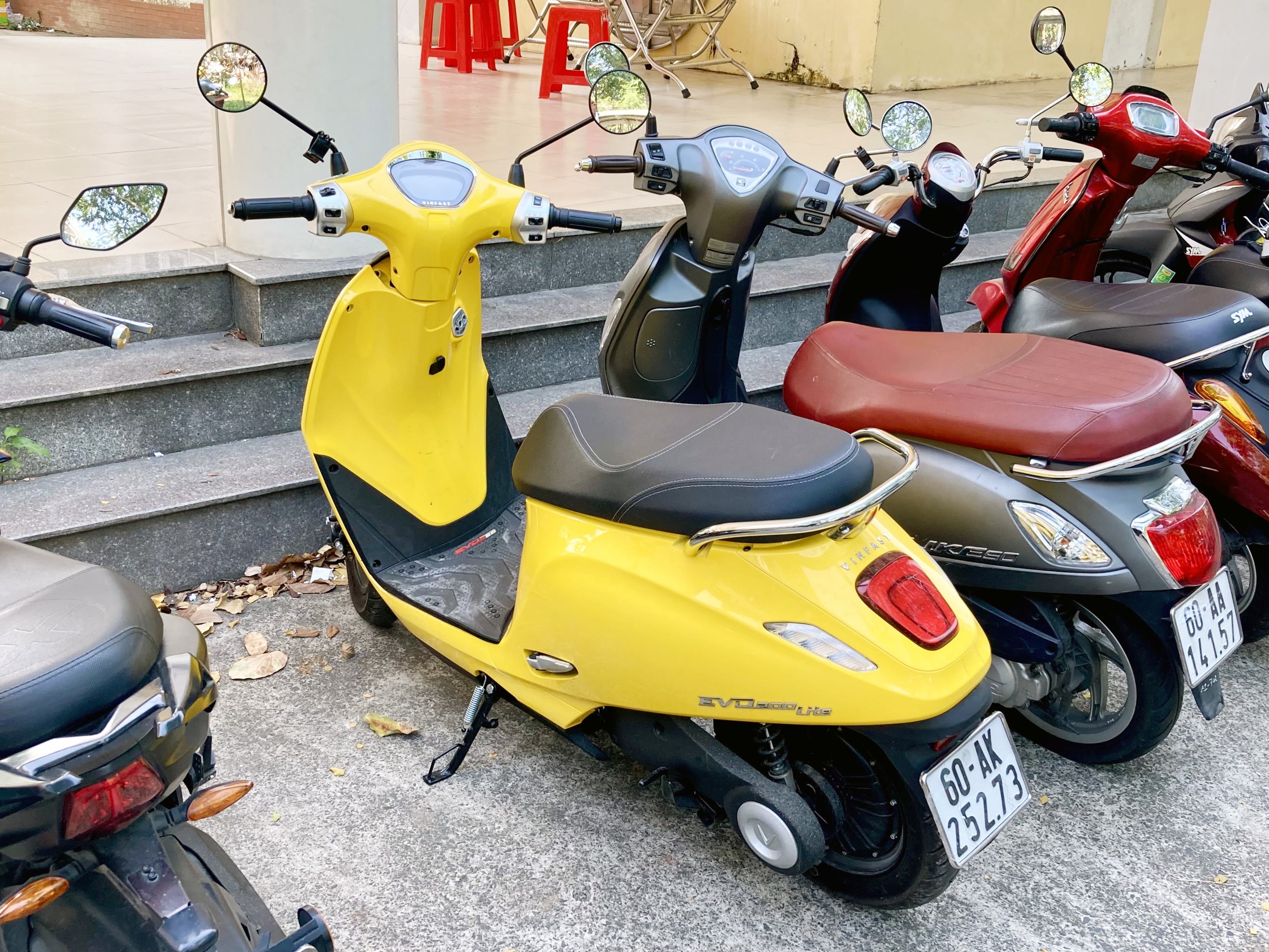
Vinfast Evo200 màu vàng
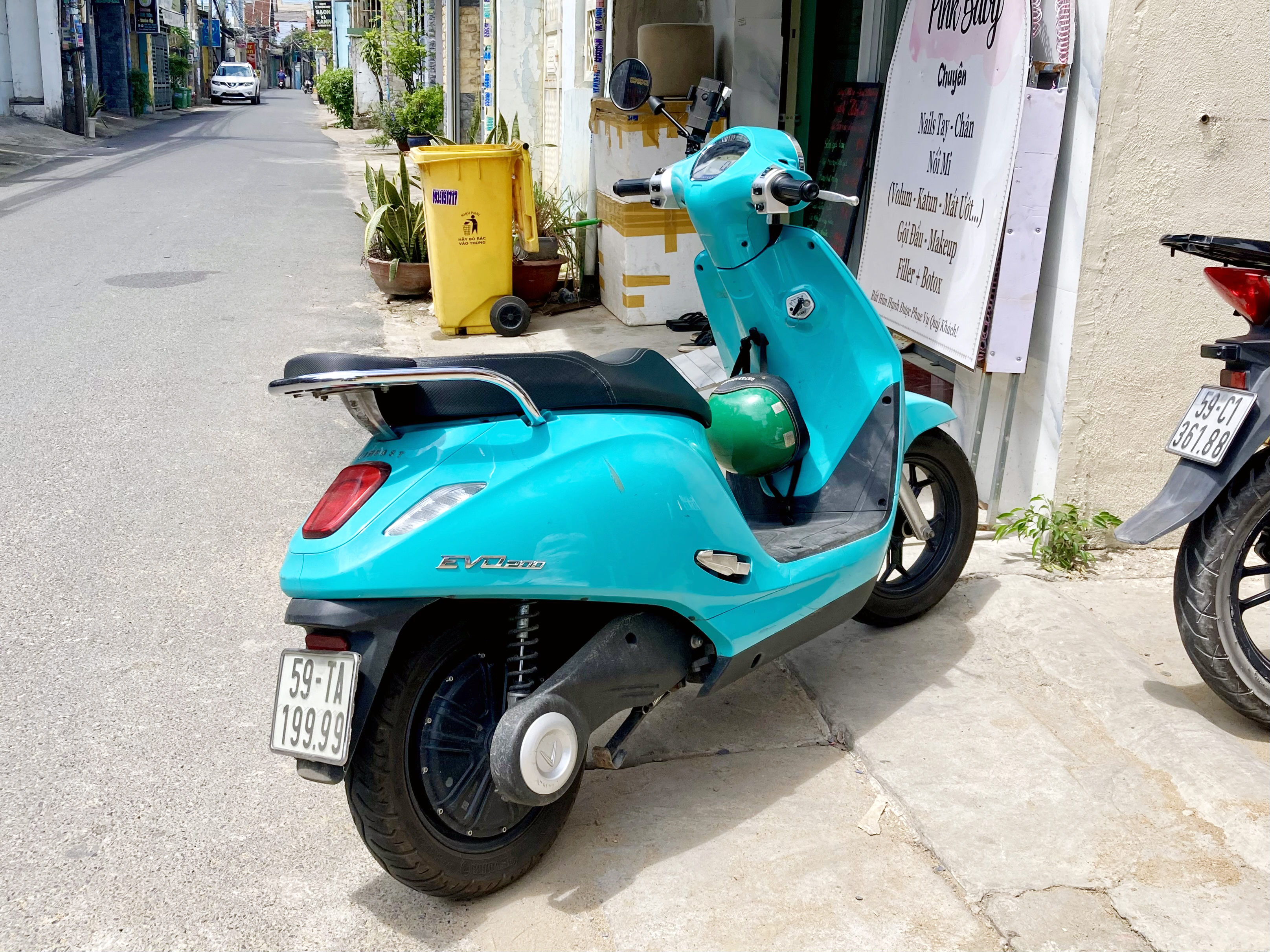
Vinfast Evo200 chạy dịch vụ XanhSM